# Campeonato Europeu de Patinação Artística no Gelo de 1935
O Campeonato Europeu de Patinação Artística no Gelo de 1935 foi a trigésima quarta edição do Campeonato Europeu de Patinação Artística no Gelo, um evento anual de patinação artística no gelo organizado pela União Internacional de Patinação (em inglês:  International Skating Union) onde os patinadores artísticos competem pelo título de campeão europeu. A competição foi disputada entre os dias 23 de janeiro e 26 de janeiro na cidade de Saint Moritz, Suíça.

## Eventos
- Individual masculino
- Individual feminino
- Duplas

## Medalhistas
| Evento                        | Ouro                                 | Prata                            | Bronze                                 |
| Individual masculino detalhes | Karl Schäfer · Áustria               | Felix Kaspar · Áustria           | Ernst Baier · Alemanha                 |
| Individual feminino detalhes  | Sonja Henie · Noruega                | Liselotte Landbeck · Áustria     | Cecilia Colledge · Reino Unido         |
| Duplas detalhes               | Maxi Herber · Ernst Baier · Alemanha | Idi Papez · Karl Zwack · Áustria | Lucy Gallo · Rezső Dillinger · Hungria |

## Resultados

### Individual masculino
| Pos.              | Nome             | Nacionalidade |
| ----------------- | ---------------- | ------------- |
| Medalha de ouro   | Karl Schäfer     | Áustria       |
| Medalha de prata  | Felix Kaspar     | Áustria       |
| Medalha de bronze | Ernst Baier      | Alemanha      |
| 4                 | Jack Dunn        | Reino Unido   |
| 5                 | Marcus Nikkanen  | Finlândia     |
| 6                 | Erich Erdös      | Áustria       |
| 7                 | Elemér Terták    | Hungria       |
| 8                 | Leopold Linhart  | Áustria       |
| 9                 | Emil Ratzenhofer | Áustria       |
| 10                | Lucian Büeler    | Suíça         |
| 11                | Jean Henrion     | França        |
| 12                | Herbert Haertel  | Alemanha      |

### Individual feminino
| Pos.              | Nome                   | Nacionalidade |
| ----------------- | ---------------------- | ------------- |
| Medalha de ouro   | Sonja Henie            | Noruega       |
| Medalha de prata  | Liselotte Landbeck     | Áustria       |
| Medalha de bronze | Cecilia Colledge       | Reino Unido   |
| 4                 | Maxi Herber            | Alemanha      |
| 5                 | Gweneth Butler         | Reino Unido   |
| 6                 | Grete Lainer           | Áustria       |
| 7                 | Hedy Stenuf            | Áustria       |
| 8                 | Mollie Phillips        | Reino Unido   |
| 9                 | Yvonne de Ligne-Geurts | Bélgica       |
| 10                | Nanna Egedius          | Noruega       |
| 11                | Hertha Dexler          | Áustria       |
| 12                | Viktoria Lindpaitner   | Alemanha      |
| 13                | Emmy Putzinger         | Áustria       |
| 14                | Nadine Szilassy        | Hungria       |
| 15                | Diana Fane-Gladwin     | Reino Unido   |
| 16                | Gaby Clericetti        | França        |

### Duplas
| Pos.              | Nome                             | Nacionalidade   |
| ----------------- | -------------------------------- | --------------- |
| Medalha de ouro   | Maxi Herber / Ernst Baier        | Alemanha        |
| Medalha de prata  | Idi Papez / Karl Zwack           | Áustria         |
| Medalha de bronze | Lucy Gallo / Rezső Dillinger     | Hungria         |
| 4                 | Ilse Pausin / Erich Pausin       | Áustria         |
| 5                 | Eva Tusak / Zoltan Balazs        | Hungria         |
| 6                 | Eleonore Bäumel / Fritz Wächtler | Áustria         |
| 7                 | Violet Supple / Leslie Cliff     | Reino Unido     |
| 8                 | Traute Jäger / Fritz Lesk        | Tchecoslováquia |
| 9                 | Gaby Clericetti / Jean Henrion   | França          |

## Quadro de medalhas
| Ordem | País        | Medalha de ouro | Medalha de prata | Medalha de bronze |   | Ordem por total |
| ----- | ----------- | --------------- | ---------------- | ----------------- | - | --------------- |
| 1     | Áustria     | 1               | 3                |                   | 4 | 1               |
| 2     | Alemanha    | 1               |                  | 1                 | 2 | 2               |
| 3     | Noruega     | 1               |                  |                   | 1 | 3               |
| 4     | Hungria     |                 |                  | 1                 | 1 | 3               |
| 4     | Reino Unido |                 |                  | 1                 | 1 | 3               |
| TOTAL | TOTAL       | 3               | 3                | 3                 | 9 | —               |